# Halloween Kills
Halloween Kills (titulada: Halloween Kills: La noche aún no termina en Hispanoamérica) es una película de terror estadounidense de 2021 dirigida por David Gordon Green y escrita por Green, Danny McBride y Scott Teems. Es la secuela de Halloween (2018) y la duodécima entrega de la franquicia Halloween. La película está protagonizada por Jamie Lee Curtis, Judy Greer, Andi Matichak y Will Patton. La película comienza la misma noche en la que terminó la película anterior con James Jude Courtney retomando su papel de Michael Myers, cuya presencia se ha hecho evidente para los residentes de Haddonfield.
Jason Blum se desempeñó como productor de la película a través de su sello Blumhouse Productions, junto con Malek Akkad y Bill Block. Los productores ejecutivos incluyen a Jamie Lee Curtis y John Carpenter, y Carpenter también regresó para componer la banda sonora con su hijo Cody Carpenter y Daniel Davies. Antes del estreno de la película, McBride confirmó que él y Green originalmente tenían la intención de estrenar dos películas que serían filmadas consecutivamente, y luego decidieron no hacerlo a la espera de ver la reacción a la primera película. Tras el éxito crítico y comercial de la película de 2018, el desarrollo de la secuela comenzó rápidamente en octubre de 2018. En febrero de 2019, Teems fue contratado para coescribir el guion. El título de la película se anunció en julio de 2019, junto con su secuela. La fotografía principal comenzó en septiembre de 2019 en Wilmington, Carolina del Norte y terminó en noviembre de 2019.
Tras un año de retraso debido a la pandemia de COVID-19, Halloween Kills tuvo su estreno mundial en el Festival Internacional de Cine de Venecia el 8 de septiembre de 2021 y se estrenó en cines en los Estados Unidos el 15 de octubre de 2021 por Universal Pictures. También se transmitió simultáneamente en los niveles pagos de Peacock durante 60 días. La película recibió críticas mixtas de los críticos, que elogiaron la brutalidad de la película, los asesinatos creativos, la banda sonora, la cinematografía y las actuaciones del elenco (particularmente Curtis, Greer y Matichak), pero criticaron su guion, dirección y trama. A pesar de esto, fue un éxito de taquilla, recaudando más de $133 millones de dólares en todo el mundo. Una secuela, Halloween Ends, se estrenó el 14 de octubre de 2022.

## Argumento
El 31 de octubre de 1978, el oficial de policía Frank Hawkins mata accidentalmente a tiros a su compañero Pete McCabe mientras intentaba salvarlo de Michael Myers, pero también evita que el Dr. Samuel Loomis ejecute a Michael mientras es arrestado. Cuarenta años después, el 31 de octubre de 2018, después de ser apuñalado y abandonado a su suerte por el psiquiatra Ranbir Sartain (lo que le permitió escapar con Michael), Hawkins es encontrado por el adolescente Cameron Elam, que atiende sus heridas y le llama una ambulancia. Al despertar, Hawkins se arrepiente de haber disparado y matado accidentalmente a su compañero en la persecución de Michael 40 años antes de impedir que Loomis (el psiquiatra original de Michael) lo ejecute fuera de la casa de la infancia de Michael para arrestarlo él mismo, antes de resolver a matarlo por su cuenta en el presente.
Más tarde a esa misma noche, Tommy Doyle celebra el 40.º aniversario de la detención y el encarcelamiento de Michael con sus viejos amigos Marion Chambers, Lindsey Wallace y Lonnie, el padre de Cameron, antes de brindar por el nombre de Laurie Strode. En otro lugar, después de encerrar a Michael en su sótano y prenderle fuego, Laurie, su hija Karen y su nieta Allyson se horrorizan cuando un grupo de bomberos llega a la residencia Strode en llamas, liberando involuntariamente a Michael del sótano, quien sin ayuda los mata a todos antes de regresar a Haddonfield en su camión de bomberos.
Karen y Allyson someten a Laurie a una operación de urgencia mientras Michael mata a los vecinos de Laurie, Sondra y Phil. Una alerta de emergencia informa a Tommy, Marion, Lindsey y Lonnie de la huida de Michael antes de que la clienta del bar, Vanessa, supuestamente se encuentre con Michael en el asiento trasero de su coche. Tommy y los demás salen a enfrentarse a Michael mientras el coche se aleja y se estrella, mientras que el conductor se marcha sin que la gente se dé cuenta. De camino a recoger a Cameron, Tommy forma una turba de ciudadanos vengativos de Haddonfield para dar caza y matar a Michael antes de que pueda matar a nadie más.
Karen y Allyson son informadas de la huida de Michael, información que Karen decide ocultar a Laurie para que pueda recuperarse. Allyson acepta la invitación de Cameron para unirse a él y a su padre en la caza de Michael para vengar a su propio padre, mientras Laurie y Hawkins se despiertan y recuerdan cosas de su juventud. En otro lugar, Marion, Lindsey, Vanessa y su marido Marcus son emboscados por Michael mientras advierten a los ciudadanos infantiles de Haddonfield que permanezcan dentro; todos son asesinados excepto Lindsey, quien consigue escapar y esconderse de Michael. Allyson, Cameron, Tommy y Lonnie llegan a la escena descubriendo los cuerpos de Marion, Vanessa y Marcus antes de encontrar a una Lindsey traumatizada y herida.
Mientras Tommy lleva a Lindsey al hospital, Lonnie, Cameron y Allyson trazan un mapa de las víctimas de Michael y deducen que se dirige a la casa de su infancia. Mientras tanto, Tommy se reúne con el antiguo sheriff de Haddonfield, Leigh Brackett, cuya hija Annie fue asesinada por Michael en 1978. Tommy decide organizar una multitud de cientos de ciudadanos de Haddonfield, informando a Laurie de la supervivencia de Michael. Mientras tanto, Michael asesina a la pareja homosexual y los actuales propietarios de la casa de su infancia, Big John y Little John, mientras que Laurie se prepara para matar a Michael ella misma. Creyendo que es Michael, el preso fugado de Smith's Grove y conductor del coche de Vanessa, Lance Tovoli, es perseguido por todo el hospital por la mafia de Tommy. Aunque Karen intenta ayudar, Lance se ve obligado a saltar por la ventana del hospital hacia su muerte, para consternación de Karen. Brackett teme que todo el mundo se convierta en monstruos y mate a gente inocente por culpa de Michael.
Laurie sufre una herida y, postrada en la cama, insta a Karen a que ayude a Tommy a cazar a Michael. En la casa de la infancia de Michael, Lonnie entra solo, pero Allyson y Cameron oyen un disparo y lo siguen. Al entrar en la casa, Allyson encuentra los cadáveres masacrados de Big John y Little John en la habitación, para su aflicción y mientras Cameron descubre el cuerpo sin vida de Lonnie en el ático, Michael lo ataca brutalmente y lanza a Allyson por las escaleras, rompiéndole la pierna. Michael golpea repetidas veces y mata a Cameron rompiéndole el cuello y casi mata a Allyson antes de que una Karen que llega apuñale a Michael con una horquilla. Le quita la máscara y se burla de él, permitiendo que Allyson escape.
Karen lleva a Michael hasta la banda de Tommy en un callejón cercano; después de volver a ponerse la máscara, Michael es acorralado por la banda y aparentemente muere cuando Karen le apuñala por la espalda. Mientras la mafia celebra su victoria, justo cuando el sheriff Brackett se prepara para disparar a Michael en la cabeza para asegurar su muerte, Michael coge el cuchillo que lleva en la espalda y le corta la garganta a Brackett. Luego se levanta y mata a la mafia uno por uno, terminando con Tommy, a quien lo mata con su propio bate de béisbol. Al volver a la casa de la infancia de Michael, Karen se queda mirando por la ventana del piso de arriba, visualizando una historia de Hawkins que escuchó antes sobre Michael mirando sin cesar por la misma ventana, antes de que este aparezca detrás de ella y la apuñale hasta la muerte. Michael mira fijamente por su ventana, mientras que Laurie mira fijamente por la ventana de su hospital.

### Final de la versión extendida
En el final de la versión extendida, Laurie intenta llamar a Karen, inicialmente sin darse cuenta de lo que acaba de suceder, solo para que Michael le conteste la llamada. Al escuchar su respiración en el teléfono celular y darse cuenta de que Karen está muerta a manos de él, le advierte que ella vendrá por él. Después, Laurie toma el cuchillo de su cabecera y sale del hospital, decidida a encontrarlo.

## Reparto
- Jamie Lee Curtis como Laurie Strode, la única sobreviviente de Michael Myers en el asesinato de 1978, que padece trastorno de estrés postraumático. Ella es la madre de Karen y la abuela de Allyson.
- Judy Greer como Karen Nelson, la hija de Laurie y la madre de Allyson.
- Andi Matichak como Allyson Nelson, la hija de Karen y la nieta de Laurie.
- James Jude Courtney y Nick Castle como Michael Myers/The Shape, la figura enmascarada que llevó a cabo una horrible masacre en Halloween en 1978, y regresa a Haddonfield por otra ola de asesinatos.
- Kyle Richards como Lindsey Wallace, amiga de Tommy y uno de los niños de los que Laurie fue niñera en 1978.
- Anthony Michael Hall como Tommy Doyle, amigo de Lindsey y uno de los niños de los que Laurie fue niñera en 1978.
- Dylan Arnold como Cameron Elam, el exnovio de Allyson y el hijo de Lonnie.
- Robert Longstreet como Lonnie Elam, el padre de Cameron que intimidó a Tommy Doyle cuando era pequeño en 1978.
- Charles Cyphers como Leigh Brackett, el ex sheriff de Haddonfield que perdió su hija en la matanza de 1978 y persiguió a Michael junto a Dr. Sam Loomis.
- Nancy Stephens como Marion Chambers, la ex asistente del Dr. Sam Loomis.
- Omar Dorsey como Sheriff Barker, el sheriff de Haddonfield.
- Jibrail Nantambu como Julian Morrisey, un joven que escapó de la matanza de Michael en la película anterior.
- Victoria Page Watkins como Christy.
- Brian F. Durkin como diputado Graham, diputado de Haddonfield.
- Jim Cummings como Pete McCabe, el fallecido compañero de Hawkins en 1978, quien este lo mató por accidente cuando intentó obligar a Michael a liberarlo.
- Scott McArthur como Big John, esposo de Little John.
- Michael McDonald como Little John, esposo de Big John.
- Carmela McNeal como Vanessa, amiga de Marion Chambers y esposa de Marcus.
- Diva Tyler como Sondra, esposa de Phil.
- Lenny Clarke como Phil, esposo de Sondra.
- Michael Smallwood como Marcus, esposo de Vanessa.

## Producción

### Desarrollo
En junio de 2018, Danny McBride confirmó que él y David Gordon Green originalmente tenían la intención de estrenar dos películas que serían filmadas consecutivamente, y luego decidieron no hacerlo, esperando ver la reacción a la primera película: 

«Íbamos a filmar dos de ellas de forma consecutiva. Entonces pensamos, 'bueno, no nos adelantemos. Esto podría salir, y todos podrían odiarnos, y nunca volveríamos a trabajar. Entonces no tendríamos que sentarnos por un año esperando que salga otra película que sabemos que a la gente no le va a gustar'. Entonces, pensamos, 'aprendamos de esto y veamos qué funciona y qué no'. Pero definitivamente tenemos una idea de a dónde iríamos [con] esta rama de la historia y esperamos tener la oportunidad de hacerlo».

En septiembre de 2018, el productor Jason Blum dijo «haremos una secuela si la película tiene buen desempeño». En octubre de 2018, después del fin de semana de estreno de la película, McBride confirmó que el desarrollo temprano de una secuela había comenzado. En febrero de 2019, Collider confirmó exclusivamente que Scott Teems estaba en conversaciones para escribir el guion, habiendo colaborado con Blumhouse Productions en varios proyectos en desarrollo. Teems también había escrito una historia para la película antes de las negociaciones. Blum, Malek Akkad y Bill Block regresaron como productores, mientras que Jamie Lee Curtis, Judy Greer y Andi Matichak repitieron sus papeles.

### Preproducción
En junio de 2019, se informó que una secuela comenzaría a filmarse en septiembre de 2019, con Green regresando para escribir el guion y dirigir y Curtis, Greer y Matichak repitiendo sus papeles de la película de 2018. El 8 de julio de 2019, Bloody Disgusting informó que el estudio no solo estaba considerando filmar dos secuelas consecutivas, sino también lanzarlas en octubre de 2020. Green había trabajado con McBride y el coguionista Jeff Fradley para trazar dos películas antes de darse cuenta de que tenían suficiente material para hacer una trilogía. El 19 de julio de 2019, Universal Pictures reveló que se anunciaron los títulos y las fechas de estreno de dos secuelas: Halloween Kills, que se estrenaría el 16 de octubre de 2020, y Halloween Ends, que se estrenaría el 15 de octubre de 2021. Green dirigiría ambas películas y coescribiría los guiones con McBride, y Curtis repetiría su papel en ambas películas. Teems fue confirmado como coguionista de Halloween Kills, mientras que Paul Brad Logan y Chris Bernier fueron anunciados como coguionistas de Halloween Ends.
El casting de extras se anunció a finales de agosto de 2019.

### Casting
El 26 de julio de 2019, se confirmó que Nick Castle regresaría para ambas secuelas para algunas escenas como Michael Myers con James Jude Courtney nuevamente interpretando a Myers en la mayoría de las películas. El 26 de agosto de 2019, se anunció que Anthony Michael Hall se uniría al elenco como Tommy Doyle, un personaje interpretado por Brian Andrews en la película original de Halloween. Paul Rudd, quien interpretó a Doyle en Halloween: The Curse of Michael Myers, fue contactado para repetir su papel, pero se negó porque no estaba disponible debido a sus compromisos con Ghostbusters: Afterlife.
El 30 de agosto de 2019, se anunció que Kyle Richards repetiría su papel de Lindsey Wallace de la película original. Se confirmó oficialmente que Charles Cyphers regresaría en octubre, su primer papel en una película desde Methodic en 2007. El 5 de septiembre de 2019, se informó que Robert Longstreet interpretaría a Lonnie Elam, un personaje de la película original. El 27 de septiembre de 2019, se confirmó que Nancy Stephens, quien interpretó a la enfermera Marion Chambers en la película original y sus secuelas Halloween II y Halloween H20: 20 Years Later, repetiría su papel. Jibrail Nantambu repetiría su papel de Julian de la película anterior; mientras que Victoria Paige Watkins y Brian F. Durkin fueron confirmados como miembros del elenco. En mayo de 2021, se reveló que Thomas Mann aparecería en un papel no revelado.

### Rodaje
El 19 de julio de 2019, un portavoz de Blumhouse Productions confirmó que Halloween Kills y su secuela Halloween Ends comenzaría la producción y la filmación en Wilmington (Carolina del Norte) al mismo tiempo. El rodaje comenzó el 19 de septiembre de 2019. Según un permiso de cine obtenido en la ciudad, habría una escena de reportero de noticias brindando actualizaciones sobre los eventos de la película de 2018. La filmación en Wilmington del 20 al 21 de septiembre involucró una escena de un accidente automovilístico. La actriz Kyle Richards se rompió la nariz mientras filmaba una secuencia de acción con Michael Myers. Richards se guardó el incidente para sí misma para no ser reemplazada por una doble. La fotografía adicional incluyó escenas de disparos simulados el 27 de septiembre, el 30 de septiembre y el 1 de octubre. Se realizó una filmación adicional el 16 de octubre de 2019. Curtis comenzó a filmar sus escenas el 7 de octubre y las terminó el 19 de octubre. El rodaje terminó el 3 de noviembre de 2019. La confrontación final donde Michael asesina a la mafia formada por Tommy Doyle se filmó en un escenario giratorio estilo "tabla giratoria" que giraba alrededor de la cámara.
En una entrevista, Andi Matichak reveló que el rodaje se había planeado al mismo tiempo que Halloween Ends, pero que no se llevó a cabo debido a la "intensa agenda".

### Música
John Carpenter, Cody Carpenter y Daniel Davies, volvieron a componer la banda sonora de Halloween Kills, después de haber compuesto previamente la banda sonora de Halloween (2018). Gran parte de la banda sonora de la película se completó antes de la pandemia de COVID-19. El álbum fue lanzado en iTunes el 14 de octubre de 2021 y en todas las plataformas digitales el 15 de octubre. Sacred Bones Records publicó la banda sonora en CD, edición de vinilo y casetes. Fue liderada por tres sencillos: «Unkillable», «Rampage» y «Michael's Legend», y una canción de los créditos finales interpretada por la banda de rock sueca Ghost, "Hunter's Moon", también fue lanzada como sencillo, pero no incluida en la banda sonora. El álbum debutó en el número 9 en Billboard Top Album Sales para la semana que comenzó el 23 de octubre.

## Estreno
Halloween Kills tuvo su estreno mundial en el Festival Internacional de Cine de Venecia el 8 de septiembre de 2021. La película inicialmente estaba programada para estrenarse en cines el 16 de octubre de 2020, pero en julio de 2020, se retrasó al 15 de octubre de 2021, debido a la pandemia de COVID-19. El 9 de septiembre de 2021, se anunció que, además de estrenarse en cines, la película también se transmitiría en niveles pagos de Peacock durante 60 días. La película, junto con el corte extendido, se estrenó en HBO Max el 18 de marzo de 2022 para las regiones de América Latina.

### Corte extendido
Una versión extendida de la película, titulada simplemente The Extended Cut, fue lanzada en iTunes el 14 de diciembre de 2021 en los Estados Unidos y Canadá, y en DVD, Blu-ray  y Ultra HD Blu-ray el 11 de enero de 2022. Esta versión de la película fue anunciada por el director David Gordon Green tras el estreno en cines de la película y contiene "más emociones, más asesinatos y un final alternativo". Green le dijo a 'Collider': "Este es el corte completo del director, pero hay una escena adicional que filmamos que estaba escrita. [...] Terminamos levantándola cuando tuve más confianza de dónde estamos". va a retomar en la próxima película [Ends], sentí que no se sentía auténtico a donde íbamos a ir. Así que lo levantamos", refiriéndose a la escena final en la que Michael mata repentinamente a Karen. El final alternativo implica que Laurie intenta llamar a Karen, inicialmente sin darse cuenta de lo que acaba de suceder, solo para que Michael responda y, al escuchar su respiración en el teléfono y saber que Karen está muerta, advierte que ella vendrá por él. Luego toma el cuchillo de su cabecera y sale del hospital decidida a encontrarlo. El final habría sugerido que la secuela tendría lugar la misma noche que Kills (en 2018), en lugar de en 2022, como reveló más tarde Green. El corte extendido, junto con el corte teatral, se estrenó en Latinoamérica en HBO Max el 18 de marzo de 2022.

## Secuela
Una secuela, titulada Halloween Ends, estaba programada para ser estrenada el 15 de octubre de 2021. Sin embargo, debido a la pandemia de COVID-19, fue retrasada hasta el 14 de octubre de 2022. A mediados de abril de 2022, durante la CinemaCon de ese año, Universal Pictures compartió un teaser tráiler de la película en el que fue descrito como una recopilación de varias escenas de las secuelas y un metraje de Laurie enfrentándose a Michael en una cocina.